# Battaglia di Egospotami
La battaglia di Egospotami fu la vittoria navale spartana che pose fine alla guerra del Peloponneso: nella battaglia la flotta spartana, comandata da Lisandro, distrusse completamente quella ateniese, ponendo fine alla guerra, visto che Atene, senza i rifornimenti di grano che otteneva via mare, non poté resistere all'assedio spartano, capitolando per fame.

## Preludio

### Campagne di Lisandro
Nel 405 a.C., dopo la grande sconfitta subita dagli Spartani nella battaglia delle Arginuse, Lisandro, il navarco che aveva ottenuto il primo successo navale spartano, riprese il comando. Visto che la costituzione spartana proibiva di ricoprire la carica di navarco più di una volta, Lisandro fu nominato vice-ammiraglio, anche se si capì che questo era un semplice espediente legale.
Uno dei vantaggi che Lisandro forniva a Sparta come comandante era la sua stretta amicizia col principe persiano Ciro; servendosene, riuscì a racimolare velocemente il denaro necessario per la ricostruzione della flotta spartana. Quando Ciro fu richiamato a Susa da suo padre Dario, quest'ultimo scelse in modo assai poco ortodosso di nominare Lisandro satrapo dell'Asia Minore. Con le risorse economiche di tutta questa ricca regione persiana, Lisandro ricostruì velocemente la sua flotta e poi partì per una serie di campagne attraverso l'Egeo:. Si impadronì di varie città controllate da Atene e attaccò numerose isole, ma non riuscì ad andare a nord dell'Ellesponto, essendo minacciato dalla flotta ateniese di Samo.
Per sviare gli Ateniesi, Lisandro colpì astutamente ad ovest: avvicinandosi ad Atene, attaccò Egina e Salamina sbarcando poco dopo in Attica. La flotta ateniese salpò per inseguirlo, ma Lisandro, navigando intorno ad essa, raggiunse l'Ellesponto e si stabilì ad Abido; da lì prese la città di Lampsaco, che aveva grande importanza strategica.
Infatti, da quel punto era possibile entrare nel Bosforo e bloccare le rotte commerciali attraverso le quali Atene riceveva la maggior parte del suo grano: se gli Ateniesi non volevano morire di fame, dovevano assolutamente fermare Lisandro.

### Risposta ateniese
La flotta ateniese raggiunse Lisandro poco dopo la caduta di Lampsaco e si stabilì a Sesto. Comunque, forse perché volevano osservare Lisandro molto da vicino, gli Ateniesi si accamparono molto vicino a Lampsaco; siccome questa località era nefasta visto che non c'era un porto e la flotta aveva difficoltà di approvvigionamento, sembra che il voler essere dappresso a Lisandro sia stata una priorità per i generali ateniesi. Ogni giorno la flotta ateniese salpava per Lampsaco in formazione da battaglia aspettando fuori dal porto; quando Lisandro non si faceva vedere, gli Ateniesi tornavano a Sesto.

### Coinvolgimento di Alcibiade
A quel tempo Alcibiade viveva in esilio in una delle sue proprietà vicino al campo ateniese. Scendendo sulla spiaggia quando le navi erano ormeggiate, diede vari consigli ai generali ateniesi: per prima cosa propose di spostare la flotta in un posto più sicuro di Sesto; in secondo luogo affermò che vari re traci gli avevano offerto di fornirgli un esercito. Alcibiade affermò che, se i generali gli avessero dato un comando, lui avrebbe usato questo esercito per aiutare gli Ateniesi. I due generali presenti (Tideo e Menandro) rifiutarono l'offerta e non diedero ascolto al consiglio di Alcibiade che se ne ritornò a casa.

## Battaglia
Esistono due resoconti della battaglia: Diodoro Siculo riferisce che il generale ateniese che comandava durante il quinto giorno a Sesto, Filocle, uscì con 30 navi a fine agosto 405 a.C., ordinando agli altri di seguirlo. Donald Kagan ha commentato che, se il resoconto dello storico greco è accurato, la tattica ateniese era quella di indurre i Peloponnesiaci ad attaccare per il tramite di una piccola formazione navale ateniese che doveva fungere da esca per, poi sorprendere quella spartana con una flotta ben più grande. Nello scontro la piccola squadra navale fu immediatamente sconfitta, mentre il resto della flotta fu colto impreparato sulla spiaggia.
Senofonte, invece, riferisce che l'intera flotta ateniese uscì, come sempre, il giorno della battaglia, ad inizio settembre, e che Lisandro rimase in porto. Quando gli Ateniesi ritornarono al loro campo, i marinai si dispersero in cerca di cibo; nel frattempo la flotta di Lisandro arrivò da Abido e catturò la maggior parte delle navi sulla spiaggia, senza alcun combattimento sul mare.
Qualunque sia il vero resoconto, il risultato è chiaro: la flotta ateniese fu sconfitta: riuscirono a fuggire solo 9 navi, guidate dal generale Conone. Lisandro catturò quasi tutte le altre navi assieme a tre o quattromila marinai ateniesi.
Una delle navi fuggite, la nave messaggera Paralo, fu incaricata di portare ad Atene la notizia del disastro; il resto dei superstiti con Conone trovò rifugio presso Evagora I, re di Cipro, amico di Atene.

## Conseguenze
Lisandro e la sua flotta vittoriosa tornarono ad Abido. Citando una precedente atrocità ateniese, quando i marinai prigionieri di due navi spartane erano stati gettati fuori bordo, Lisandro tagliò personalmente la gola a Filocle e fece uccidere anche altri 3000 prigionieri ateniesi, risparmiando invece vari prigionieri non ateniesi e Adimanto, che probabilmente aveva tradito gli Ateniesi.
La flotta di Lisandro cominciò poi a muoversi lentamente verso Atene, catturando delle città durante il viaggio; gli Ateniesi, senza flotta, non potevano opporsi alla sua avanzata. Solo a Samo Lisandro incontrò resistenze: il governo democratico locale, ferocemente leale ad Atene, rifiutò di arrendersi, costringendo Lisandro a lasciarvi un piccolo contingente per assediarlo.
Senofonte, qui sintetizza le reazioni della popolazione, quando ad Atene giunsero le notizie della sconfitta,
Temendo la rappresaglia degli Spartani vittoriosi, gli Ateniesi decisero di resistere all'assedio, guidati dal fratello di Nicia, Eucrate, ma non avevano speranza: senza flotta per importare grano dal mar Nero, Atene era sul punto di morire di fame, perciò si arrese (marzo 404 a.C.), e Teramene negoziò la pace: Atene si dovette alleare con Sparta, le Lunghe Mura della città furono demolite, il suo territorio fu ridotto alla sola Attica e Salamina, la flotta residua fu ridotta a 12 navi, gli esuli politici furono rimpatriati, fu instaurato un governo oligarchico filo-spartano, il regime dei Trenta tiranni.
La vittoria spartana di Egospotami pose fine a 27 anni di guerra, dando a Sparta il dominio totale del mondo greco e stabilendo un ordinamento politico che sarebbe durato per più di trent'anni.

## Commemorazione della battaglia
Gli Spartani commemorarono la loro vittoria a Delfi dedicandovi le statue dei trierarchi che avevano combattuto nella battaglia. Un'iscrizione in versi spiegò le circostanze:
(Iscrizione a Delfi)